# Betty Friedan
Betty Friedan (Peoria, Illinois, 1921. február 4. – Washington, 2006. február 4.) amerikai író, polgárjogi aktivista, feminista.
Vezető alakja volt az 1960-as években indult polgárjogi mozgalmaknak, fő célkitűzése a nők egyenjogúságának megerősítése és biztosítása a jog eszközei által. Az 1963-ban megjelent The Feminine Mystique című könyve a feminista irodalom egyik mérföldkövének számít. 1966-ban társaival megalapította a Nemzeti szervezet a nőkért (National Organization for Women (NOW)) nevű nőjogi mozgalmat. 1970-ben országos sztrájkot szervezett az amerikai alkotmány tizenkilencedik módosítása (amely biztosította a nők választójogát az Egyesült Államokban) elfogadásának 50. évfordulója alkalmából, melyen nők tízezrei vettek rész, egyenlő munkahelyi és házasságon belül jogokat követelve.
Nézeteiről és életéről összesen öt könyvet írt. 85 évesen hunyt el szívelégtelenségben.

## Magyarul megjelent művei
- A nőiesség kultusza; ford. Szirmai Panni, előszó Juhász Borbála; Noran Libro, Bp., 2021

## Fordítás
- Ez a szócikk részben vagy egészben  a   Betty Friedan című angol Wikipédia-szócikk ezen változatának fordításán alapul.  Az eredeti cikk szerkesztőit annak laptörténete sorolja fel. Ez a jelzés csupán a megfogalmazás eredetét és a szerzői jogokat jelzi, nem szolgál a cikkben szereplő információk forrásmegjelöléseként.